# Mel Daniels
Melvin Joe Daniels (* 20. Juli 1944 in Detroit, Michigan; † 30. Oktober 2015 in Sheridan, Indiana) war ein US-amerikanischer Basketballspieler. Während seiner erfolgreichsten Zeit gewann er drei ABA-Meisterschaften mit den Indiana Pacers. Sein Trikot mit der Nummer 34 wird bei den Pacers nicht mehr vergeben.

## Laufbahn

### College
Von 1964 bis 1967 spielte Daniels für sein College-Basketballteam, die New Mexico Lobos. Mit dem Team erreichte er zweimal die zweite Runde des NIT-Tournaments, wurde zweimal ins All-WAC-Team gewählt, und war als Senior bester Scorer der WAC. Zudem er wurde als Senior ins NCAA All-American Team berufen. 1989 wurde er in die Hall of Honor seines Colleges aufgenommen.

### ABA
Nachdem er das College verlassen hatte, wurde er sowohl in der ABA von den Minnesota Muskies, als auch in der NBA von den Cincinnati Royals gedraftet. Er entschied sich dafür in der ABA zu spielen. Bei den Muskies war er direkt in seiner ersten Saison bester Scorer des Teams, erreichte das Eastern Division Final und wurde zum Rookie of the Year gewählt. Nach einer sehr erfolgreichen ersten Saison wurde er zu den Indiana Pacers getradet. In seinen sechs Jahren bei den Pacers gewann er drei ABA-Meisterschaften und wurde zwei Mal zum MVP gewählt. Danach spielte er noch eine Saison für die Memphis Sounds. In der ABA nahm er insgesamt an 7 All-Star Games teil und wurde einmal zum All-Star Game MVP gewählt. Zudem wurde er vier Mal ins ABA First-Team berufen und holte die meisten Rebounds (9.494) in der ABA-Geschichte. Nach seiner erfolgreichen Zeit in der ABA stand er noch ein halbes Jahr bei den New York Nets in der NBA unter Vertrag, bestritt aber nur 11 Spiele für den Club. 2012 wurde Mel Daniels in die Naismith Memorial Basketball Hall of Fame aufgenommen.

### Trainerkarriere
Zwei Jahre nachdem er seine Profikarriere beendet hatte, wurde Daniels Co-Trainer bei der College-Mannschaft Indiana State Sycamores. Vier Jahre betreute er dort unter anderen auch Larry Bird, der später der Superstar der Boston Celtics werden sollte. Zwei Jahre darauf wechselte er zu seinem alten Club, den Pacers, zurück, wo er ebenfalls den Posten des Co-Trainers übernahm. Während dieser Zeit war er auch für zwei Spiele Head Coach, arbeitete aber ab 1986 hauptsächlich als "Director of Player Personnel" im Front-Office der Pacers. Im Oktober 2009 wurde er von den Pacers entlassen.